# Cadmo (epônimo)
Cadmo (em armênio: Կադմոս; romaniz.: Kadmos), segundo a História da Armênia de Moisés de Corene, foi um nobre lendário da Armênia.

## História
Cyril Toumanoff sugeriu que seu nome derivou do siríaco qadmoio ou qadmo ("primeiro", "primogênito") e pode, por coincidência, estar relacionado ao Cadmo da mitologia grega. Segundo Moisés de Corene, era filho de Armenaco e neto do patriarca Haico. Sabe-se que tinha como irmão Arameis. Segundo um dos relatos a respeito de Armenaco, ele nasceu e viveu por algum tempo na Babilônia. Em dado momento, fugiu com Cadmo à planície de Ararate, onde Haico fundou uma residência para seu neto. Belo os atacaria e seria derrotado e morto em Haiots Zor (lit. "vale dos armênios"). Como essa vitória, Haico mudou-se para Arquena e deixou com Cadmo boa parte do butim da guerra e parte de seu séquito pessoal. Gerações depois, no tempo de Aramo, a descendência de Cadmo recebeu o controle da planície assíria depois que Barxã (o deus Barxamim) foi derrotado e morto pelos armênios. No reinado de Valarsaces I (século III a.C.), sua descendência recebeu propriedades na fronteira oriental do Reino da Armênia.

## Historicidade
Cyril Toumanoff propôs que Cadmo tenha sido epônimo de alguma antiga família nobre (nacarar) armênia, já extinta no tempo que Moisés de Corene redigiu sua obra. As menções à família de Cadmo são genéricas e não permitem rastrear sua origem e história, um ponto agravado pela inexistência de menções a ela em obras de outros historiadores armênios. Nicholas Adontz e Josef Markwart propuseram que Cadmo era epônimo da linhagem nobre de Corduena, mas Hakob Manandian propôs que fosse epônimo de Cademuqui / Catemucu (Kadmuhi/Katmuhu), que foi mencionada em textos neoassírios. A Lista Militar (Զորնամակ, Zōrnamak), o documento que indica a quantidade de cavaleiros que cada uma das famílias nobres devia ceder ao exército real em caso de convocação, afirmou que essa família (Kadmeac'i) podia arregimentar 3 200 cavaleiros. O mesmo documento associou-os ao Reino de Adiabena.